# Limerick (stad)
Limerick (Iers: Luimneach) is een stad met circa 95.000 inwoners in het zuidwesten van Ierland. Limerick is de hoofdstad van het graafschap Limerick in de provincie Munster. De stad is het historische centrum van de regio en vervult tevens bepaalde regionale functies. De stad ligt aan het estuarium van de Shannon. Het is zetel van zowel een rooms-katholiek bisdom als een bisdom van de Church of Ireland.

## Bezienswaardigheden

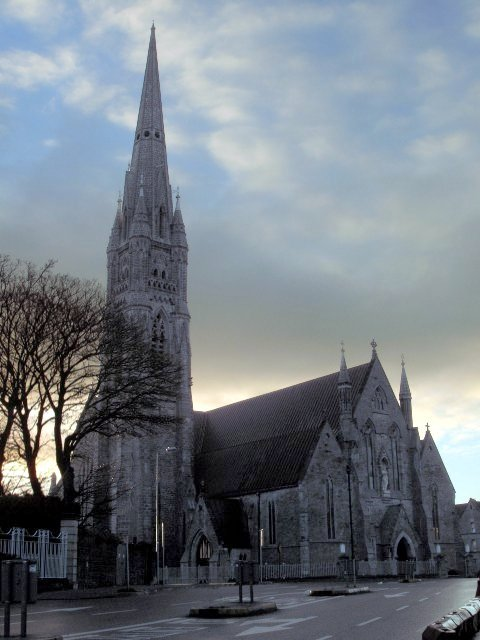
De rooms-katholieke kathedraal (St Johns Cathedral)

- King John's Castle, 13de eeuw
- Hunt Museum
- St. Mary's Cathedral
- Park Canal

## Verkeer en vervoer
Het Shannon International Airport ligt 15 kilometer ten westen van Limerick in County Clare.
De N21 verbindt Limerick met Tralee in Kerry.

## Sport
- Limerick FC, voetbalclub

## Partnersteden
- New York (Verenigde Staten), sinds 2006
- Quimper (Frankrijk), sinds 1980
- Spokane (Verenigde Staten), sinds 1990
- Starogard Gdański (Polen), sinds 2006

## Geboren
- Peter Woulfe (1727-1803), Engels mineraloog en chemicus (alchemist) die het bestaan van wolfraam voorspelde
- George Shuckburgh-Evelyn (1751-1804), politicus, wiskundige en astronoom
- Saint George Hare (1857-1933), kunstschilder
- Richard Harris (1930-2002), filmacteur, onder andere in The Guns of Navarone en als Albus Perkamentus in enkele Harry Potterfilms, en zanger (MacArthur Park)
- Terry Wogan (1938-2016), Iers-Brits radio- en televisiepresentator
- Michael D. Higgins (1941), president van Ierland (2011-heden), dichter en schrijver
- Bill Whelan (1950), musicus en componist
- Richard D. James (1971), beter gekend als Aphex Twin
- William O'Connor (1986), darter

## Trivia
- Limerick is de stad waar de schrijver Frank McCourt tijdens zijn jeugd heeft gewoond en die hij beschrijft in zijn autobiografisch boek De as van mijn moeder.
- In Ierland staat de stad bekend als 'Stab City', messteekstad, vanwege het vele bende-gerelateerde geweld.[1]
- De stad neemt deel aan het project Water in Historic City Centres (WIHCC).
- De rockband The Cranberries is afkomstig uit Limerick.